# Weisuo
Weisuo (tradicional: 衛所制; simplificado: 卫所制), que significa  «puesto de guardia», es cualquiera de las unidades militares de los cuarteles utilizados por la dinastía china Ming (1368 - 1644) para mantener la paz en todo su imperio. Originalmente desarrollado por la dinastía Yuan o Dinastía Mongola (1206-1368), el sistema consistía en una unidad de guardia de 5600 hombres conocidos como wei. Cada wei se dividió en cinco batallones (qianhu suo) de 1120 hombres cada una, y estos batallones se subdividían en 10 compañías (baihu suo) de 112 hombres cada uno. El jefe de cada wei reportaba directamente a la sede provincial (Dusi), gobernada por el Ministerio de Guerra en lugar de a la administración civil local. En total hubo casi 500 unidades de este tipo, y todos fueron esparcidos a lo largo de las fronteras y en lugares estratégicos en todo el país. En el interior de Asia hubo un fallido intento de realizar una división de las tribus mongolas en unidades weisuo que serían leales a la dinastía Ming en lugar de a su confederación tribal.
En China, el sistema cayó en el caos a mediados del siglo XVI. Las posiciones de los soldados eran hereditarias, y a muchos se les dio la tierra a fin de que el ejército fuera autosuficiente. En su decadencia las tropas perdieron paulatinamente el interés por los ejercicios militares en favor de su actividad de autosostenimiento agrícola lo que condujo finalmente a su desintegración.